# Пеховиці (Поморське воєводство)
Пеховиці (пол. Piechowice) — село в Польщі, у гміні Дземяни Косьцерського повіту Поморського воєводства.
Населення — 386 осіб (2011).
У 1975-1998 роках село належало до Гданського воєводства.

## Демографія
Демографічна структура станом на 31 березня 2011 року:
|          | Загалом | Допрацездатний вік | Працездатний вік | Постпрацездатний вік |
| -------- | ------- | ------------------ | ---------------- | -------------------- |
| Чоловіки | 189     | 41                 | 131              | 17                   |
| Жінки    | 197     | 54                 | 101              | 42                   |
| Разом    | 386     | 95                 | 232              | 59                   |